# Affaire Carpentier
L’affaire Carpentier est une affaire criminelle qui a eu lieu au Québec, dans la nuit du 8 juillet 2020 à Saint-Apollinaire, en Chaudière-Appalaches. Martin Carpentier a alors enlevé et assassiné ses deux filles âgées de 6 et 11 ans, avant de mettre fin à sa propre vie. Les corps des deux victimes ont été découverts après trois jours d'efforts intensifs de recherche, soit le 11 juillet 2020. Celui de leur père a été retrouvé plusieurs jours plus tard, quelque 4 kilomètres plus loin.

## Contexte
Martin Carpentier commence à fréquenter Amélie Lemieux en 2008, alors qu'elle est enceinte de Norah. Il adopte officiellement l'enfant en 2010. Le couple fait ensuite naitre leur deuxième fille, Romy, en 2013, avant de se séparer en 2015.
En juillet 2020, Martin, âgé de 44 ans, habite à Lévis avec une nouvelle conjointe. Il travaille comme peintre et tireur de joints chez « Falex Peinture ». De plus, il est impliqué en tant qu'animateur du 128e groupe scout de Charny où ses filles sont membres. À cette époque, Romy Carpentier a 6 ans et Norah Carpentier, 11 ans.
Peu de temps avant sa disparition, Martin Carpentier consulte une avocate pour préparer une demande de divorce avec son ancienne conjointe.

## Jour de la disparition

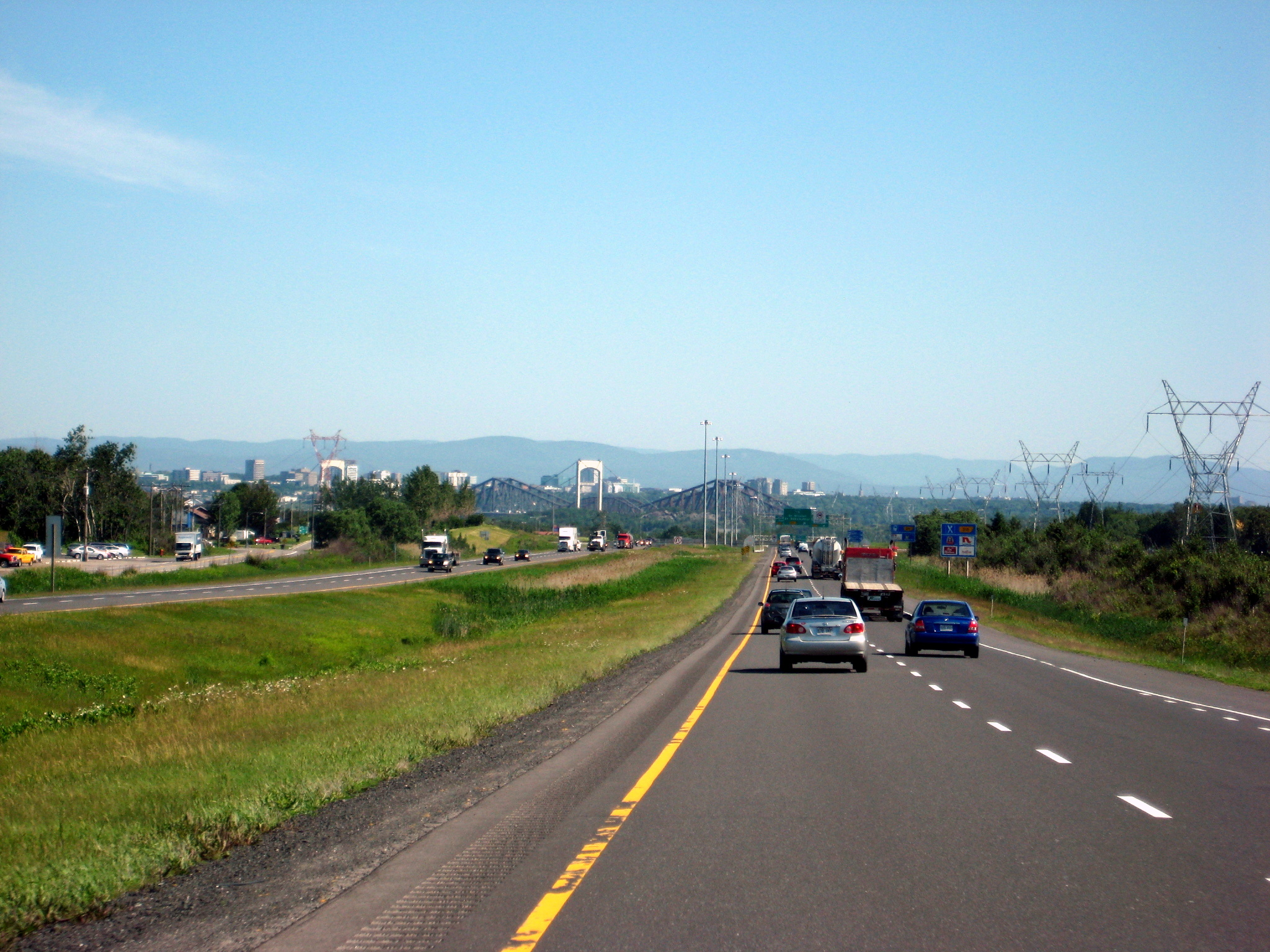
Aperçu de l'autoroute 20 au kilomètre 310.

Le 8 juillet 2020, Carpentier passe la journée en compagnie de ses deux filles et de leur mère. Selon Amélie, l'ambiance est alors conviviale, et ils passent un moment agréable.
Au cours de la journée, Carpentier reçoit par courriel les documents de divorce qu'il avait demandés à son avocate quelques jours plus tôt.
En début de soirée, vers 20 h 30, Martin décide de sortir avec ses filles pour déguster une crème glacée et insiste pour y aller seul. Ils sont alors repérés dans un dépanneur à Lévis, dans le secteur de Saint-Nicolas, puis dans un restaurant rapide de McDonald's à Saint-Apollinaire.
Un peu après 21 h, le véhicule de Martin traverse le terreplein central de l'autoroute 20, au kilomètre 288 à Saint-Apollinaire. Le véhicule termine sa course dans les voies en sens inverse. Martin abandonne immédiatement le véhicule et quitte les lieux avec ses filles en traversant deux voies rapides, une voie ferrée, deux fossés et une rue longeant l'autoroute. Il entre ensuite dans la forêt, pieds nus et en pleine obscurité.
C'est la dernière fois qu'ils sont aperçus vivants.

### Recherches
Le premier appel d'urgence survient à 21 h 20. À leur arrivée, les premiers intervenants trouvent un véhicule accidenté, mais aucun signe des occupants. Ils effectuent des recherches aux alentours immédiats de l'accident, sans succès. Par la suite, la police interroge les proches, qui affirment ne pas croire que Martin représente une menace pour les fillettes. Les policiers contactent alors des compagnies de taxi et les urgences des hôpitaux à proximité pour vérifier si les trois personnes ont quitté les lieux par leurs propres moyens. Toutefois, le personnel hospitalier refuse de fournir des informations pour des raisons de confidentialité.

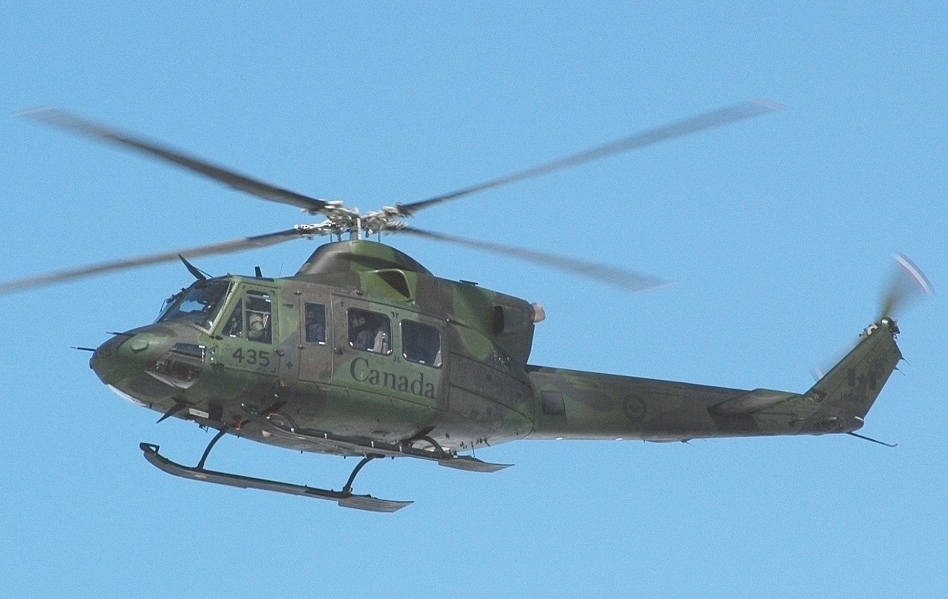
Bell CH-146 Griffon

Le 9 juillet, vers 6 h, les policiers découvrent des textos envoyés par Carpentier à sa conjointe la veille, qui sont interprétés comme de possibles adieux. Au fil de la journée, l'inquiétude grandit, car les trois disparus restent introuvables. La police commence à envisager un enlèvement après avoir repéré des traces de pas dans le boisé adjacent à l'autoroute. Ces traces laissent penser que le suspect s'est profondément enfoncé dans la forêt pour une raison inconnue. 
À 15h, le ministère de la Sécurité publique prend le contrôle des systèmes de radiodiffusion et de télécommunication afin de diffuser une alerte AMBER partout au Québec, notamment sur les téléphones portables. Un vaste déploiement de forces policières est rapidement organisé, incluant des hélicoptères, des maîtres-chiens et des patrouilleurs en VTT.
Le 11 juillet, en fin de matinée, le corps de Norah est retrouvé à 2,4 kilomètres du lieu de l'accident. Quelques minutes plus tard, le corps de Romy est découvert à une cinquantaine de mètres de là. Pendant ce temps, le père reste introuvable, déclenchant une chasse à l'homme.
Le 15 juillet, la police identifie des traces laissées par le fugitif dans une roulotte située à 1,7 kilomètre de l'endroit où la voiture est sortie de la route. Il aurait emporté une pelle et un briquet.
Le 18 juillet, les autorités annoncent mettre fin aux recherches sur le terrain. En soirée, le premier ministre du Canada, Justin Trudeau, exprime ses condoléances aux proches. « Je suis bouleversé par cette nouvelle. Comme parent, cette tragédie est incompréhensible », déclare-t-il.
Le 20 juillet, les funérailles des deux fillettes se tiennent. Plus tard dans la journée, vers 19 h, le corps du père est retrouvé à proximité du périmètre de recherche, à environ 5,5 kilomètres du lieu de l'accident.
À l'époque, cette alerte a été la plus longue alerte AMBER de l'histoire du Québec, ayant duré près de 48 heures, du 9 juillet à 15 h jusqu'à la découverte des corps des fillettes le 11 juillet.

## Enquêtes
Trois enquêtes ont été menées sur cette affaire, à savoir une enquête policière et deux enquêtes de coroners distincts. Les résultats de ces enquêtes ont généré des conclusions divergentes et contrastées,.

### Accident de voiture
Le 22 juillet 2020, le directeur des communications de la SQ déclare que l'accident de voiture sur l'A20 n'était pas intentionnel, mais constitue un « point de bascule ». Cette interprétation est soutenue par le rapport d’enquête du coroner en chef adjoint, Luc Malouin, publié le 24 octobre 2023.
Toutefois, le rapport d'enquête précédent, publié le 3 novembre 2021 par Sophie Régnière, apporte une analyse différente des faits. Selon ce rapport, l'embardée du véhicule aurait été causée par un geste intentionnel de Carpentier et constituerait une « tentative de mourir avec ses filles »,.

### Fuite en forêt
Selon des témoins, en quittant les lieux de l'accident, Carpentier transportait une des fillettes dans ses bras et l'autre marchait à côté de lui. Dans le véhicule, les enquêteurs ont retrouvé son téléphone portable et une sandale appartenant à Norah.
À environ 100 m du véhicule accidenté, les enquêteurs découvrent une empreinte de sandale qui correspond à celle retrouvée dans la voiture, ainsi que la trace d'un pied nu. Puis, environ 800 mètres plus loin, ils découvrent d'autres traces, qu'ils associent à Romy.
Ils se sont ensuite introduits dans une roulotte pour y passer une partie de la nuit. En repartant, ils auraient emporté une petite pelle, un briquet à BBQ et des ustensiles de camping.

### Meurtre
Le lendemain, en après-midi, Carpentier et ses filles auraient entrepris la construction d'un abri dans la forêt. Alors que Norah préparait un petit feu, le père et Romy se seraient éloignés pour collecter du bois. C'est à ce moment que Romy aurait reçu un violent coup de branche à la tête de la part de Carpentier, causant sa mort. Il serait ensuite revenu vers Norah pour la tuer de la même manière,.
Dans la même journée, Carpentier a poursuivi sa route, seul, sur quelques kilomètres avant de voler une échelle dans une résidence et ensuite s'enlever la vie par pendaison.
L'autopsie du père a révélé qu'il n'était pas intoxiqué par l'alcool ou la drogue au moment des faits.

### Moment du décès
Le 22 juillet 2020, la SQ déclare que les deux fillettes et leur père seraient morts dans les 12 heures qui ont suivi leur disparition, précédant ainsi le déclenchement de l'alerte AMBER. Le bureau du coroner rappelle ensuite que c'est au coroner de déterminer le moment du décès, et non à la police.
Les enquêtes des coroners Sophie Régnière et Luc Malouin aboutissent à des conclusions légèrement divergentes sur le moment du décès. Sophie Régnière conclut que les enfants ont été tués le 9 juillet 2020 en après-midi, soit 18 heures après la disparition. En revanche, Luc Malouin estime que les enfants sont morts plus de 24 heures après leur disparition.

## Enquête publique sur l’opération de recherche
Le 3 novembre 2021, le rapport de la coroner Sophie Régnière révèle de nombreuses lacunes dans l’opération de recherche de la Sûreté du Québec. Il évoque notamment des problèmes de communication, du temps perdu à suivre de fausses pistes et une alerte AMBER tardive.
Puis, le 10 mars 2022, l’émission « Enquête  » diffuse des témoignages de plusieurs policiers et ex-policiers de la Sûreté du Québec qui mettent en lumière les ratés de l’opération. Deux semaines plus tard, la ministre de la Sécurité publique du Québec, Geneviève Guilbault, ordonne le déclenchement d'une enquête publique à ce sujet.
La première audience a lieu le 13 février 2023 au palais de justice de Québec.
Le 24 octobre 2023, le coroner Luc Malouin dépose son rapport. Il conclut que la Sûreté du Québec aurait dû envisager le pire des scénarios dès la soirée des disparitions. Il blâme également une préparation inadéquate pour les recherches sur le terrain et un manque de communication dans la hiérarchie policière. Il propose, entre autres, de déclencher rapidement une alerte aux médias dans les dossiers de disparition d’enfants, d’assurer la présence de deux enquêteurs lors de la disparition d’un enfant de moins de 13 ans, et d’envisager systématiquement la disparition d’un enfant de moins de 13 ans comme le pire des scénarios. Enfin, il suggère de mettre en place des protocoles de partenariat et de collaboration avec les différents corps policiers et les autres agences. Ces protocoles doivent être clairs, précis et facilement accessibles pour tous les agents. 